# Кононов, Иван Васильевич
Иван Васильевич Кононов (26 сентября 1899 года — 5 октября 1960 года) — советский военачальник, генерал-лейтенант, участник Гражданской, советско-финской, Великой Отечественной и советско-японской войн.

## Биография
Иван Васильевич Кононов родился 26 сентября 1899 года в деревне Боровка (ныне — Горшеченский район Курской области). В 1911 году получил начальное образование в земском училище. После Октябрьской революции вступил в Красную гвардию, а после создания Рабоче-Крестьянской Красной Армии — и в неё. Участвовал в боях Гражданской войны. В ноябре 1918 года попал в плен к казачьим частям атамана П. Н. Краснова, но через некоторое время был освобождён. В дальнейшем сражался на Южном и Восточном фронтах. 9 сентября 1919 года был ранен в голову. В августе 1920 года был демобилизован.
В феврале 1922 года повторно был призван в армию. Служил в стрелковых, пограничных, автобронетанковых частях, в подразделениях связи. В 1927 году окончил Военную школу механизированной тяги и бронетанковых специальностей Ленинградского военного округа. В 1931—1934 годах служил в Саратовской бронетанковой школе, был помощником начальника, начальником технической части. С мая 1940 года командовал 29-й лёгкой танковой бригадой. В марте 1941 года окончил курсы усовершенствования высшего начальствующего состава при Военной академии имени М. В. Фрунзе.
Начало Великой Отечественной войны встретил на должности заместителя по строевой части командира 22-й танковой дивизии 14-го механизированного корпуса. Когда на третий день войны погиб его командир, генерал В. П. Пуганов, Кононов принял на себя командование дивизией. 14 августа 1941 года Кононов возглавил Ленинградский учебный автобронетанковый центр. С конца декабря того же года служил в аппарате Автобронетанкового управления Ленинградского фронта, возглавлял 5-й отдел, затем отдел кадров. В апреле 1942 года назначен командиром 123-й танковой бригады, которая месяцем позже была преобразована в 1-ю Ленинградскую танковую бригаду. В октябре 1942 года стал исполняющим обязанности заместителя командующего 67-й армией, а в декабре 1942 года — исполняющим обязанности начальника фронтового автоуправления Ленинградского фронта.
С января 1943 года занимал должность заместителя по танковым войскам командующего Волховским фронтом, а в мае 1943 года возглавил фронтовое управление бронетанковых и механизированных войск. С мая 1944 года командовал танковыми войсками Карельского фронта. Участвовал также в советско-японской войне, будучи командующим бронетанковыми и механизированными войсками 1-го Дальневосточного фронта.
После окончания войны продолжал службу в Советской Армии. Командовал бронетанковыми и механизированными войсками Приморского и Северо-Кавказского военных округов. В 1952 году окончил Высшие академические курсы при Высшей военной академии имени К. Е. Ворошилова. С января 1953 года командовал Казанской высшей офицерской технической школой. В январе 1955 года вышел в отставку. Умер 5 октября 1966 года, похоронен на Ваганьковском кладбище Москвы.

## Награды
- Орден Ленина (21 февраля 1945 года);
- 3 ордена Красного Знамени (21 марта 1940 года, 3 ноября 1944 года, 20 июня 1949 года);
- Орден Кутузова 1-й степени (8 сентября 1945 года);
- Орден Кутузова 2-й степени (26 августа 1944 года);
- Орден Суворова 2-й степени (2 ноября 1944 года);
- Орден Отечественной войны 2-й степени (21 февраля 1944 года);
- Медали «За оборону Ленинграда», «За оборону Советского Заполярья» и другие медали.